# Ла-Саграда
Ла-Саграда (ісп. La Sagrada) — муніципалітет в Іспанії, у складі автономної спільноти Кастилія-і-Леон, у провінції Саламанка. Населення — 140 осіб (2010).
Муніципалітет розташований на відстані близько 200 км на захід від Мадрида, 42 км на південний захід від Саламанки.
На території муніципалітету розташовані такі населені пункти: (дані про населення за 2010 рік)
- Аная-де-Уебра: 1 особа
- Карраскалехо-де-Уебра: 35 осіб
- Ла-Саграда: 104 особи

## Демографія
Динаміка населення (INE ):

## Зовнішні посилання
- Провінційна рада Саламанки: індекс муніципалітетів [Архівовано 23 квітня 2009 у Wayback Machine.]
- Посилання на Google Maps